# Христо Ботев (радиостанция)
«Христо Ботев» — нелегальная радиостанция Болгарской рабочей партии, которая вела вещание в период с 23 июля 1941 по 22 сентября 1944 года.
Использовалась для ведения информационно-пропагандистской деятельности болгарским движением Сопротивления, распространения воззваний и материалов болгарских коммунистов и Отечественного фронта.

## История
Решение о создании радиостанции для вещания на болгарском языке на волнах официальной правительственной радиостанции «Радио София» для территории Болгарии и оккупированных фашистами территорий сопредельных государств было принято 22 июня 1941 года. Для организации работы радиостанции была создана редакция.
Радиостанция находилась на территории СССР, правительство СССР предоставило радиооборудование и помещения для радиостанции и обеспечило условия для её функционирования.
В работе радиостанции принимали участие Георгий Димитров, Васил Коларов, Станке Димитров, Вылко Червенков, Карло Луканов и др.
17 июля 1942 года в передаче радиостанции была озвучена программа Отечественного фронта. Приоритетными задачами движения были названы: разрыв союзнических отношений Болгарии с Третьим Рейхом, установление отношений дружбы и сотрудничества с СССР и другими народами, которые сражались против фашизма, свержение антинародной, прогитлеровской власти, восстановление конституции и формирование национального правительства, пользующегося доверием народа Болгарии.
По инициативе Г. Димитрова, выступавшего за распространение опыта антифашистского сопротивления и развёртывание партизанского движения, 26 сентября 1942 года Секретариат ИККИ принял постановление, обязывавшее национальные радиоредакции ежедневно пропагандировать партизанское движение, увязывая практические советы с обоснованием необходимости партизанской борьбы и саботажа.
Участники движения Сопротивления распространяли содержание передач в устных беседах с населением, а также нелегально выпускаемых листовках и печатных изданиях.
Правительство Болгарии принимало усилия, чтобы глушить передачи радиостанции.